# Synagoge (Elburg)

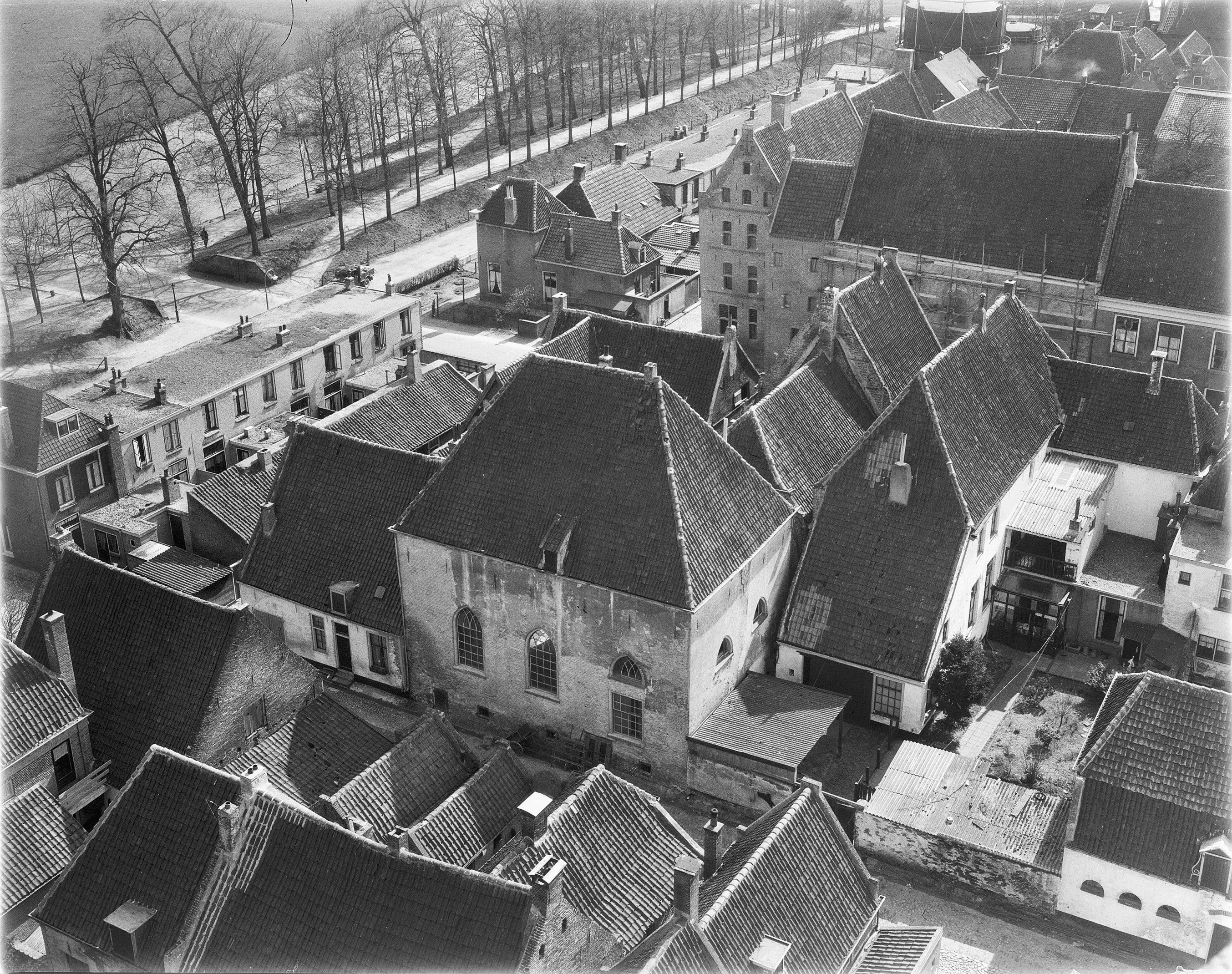
Ehemalige Synagoge in Elburg (1952)

Die Synagoge in Elburg, einer Stadt in der niederländischen Provinz Gelderland, wurde 1855 errichtet. Die profanierte Synagoge an der Jufferenstraat 5, die von Bebauung entlang der Straße verdeckt wird, ist als Rijksmonument ein geschütztes Kulturdenkmal.
Die ersten Juden siedelten sich um 1700 in Elburg an. Die Jüdische Gemeinde Elburg hatte im Jahr 1869 mit 116 Mitgliedern ihren Höchststand erreicht.
Die jüdischen Bürger von Elburg wurden während des Zweiten Weltkriegs von den deutschen Besatzern verfolgt und viele wurden in den Konzentrationslagern ermordet.
Das Synagogengebäude wurde 2004/05 renoviert und wird seitdem als Museum über die jüdische Geschichte der Stadt Elburg genutzt.